# Daniela Fally

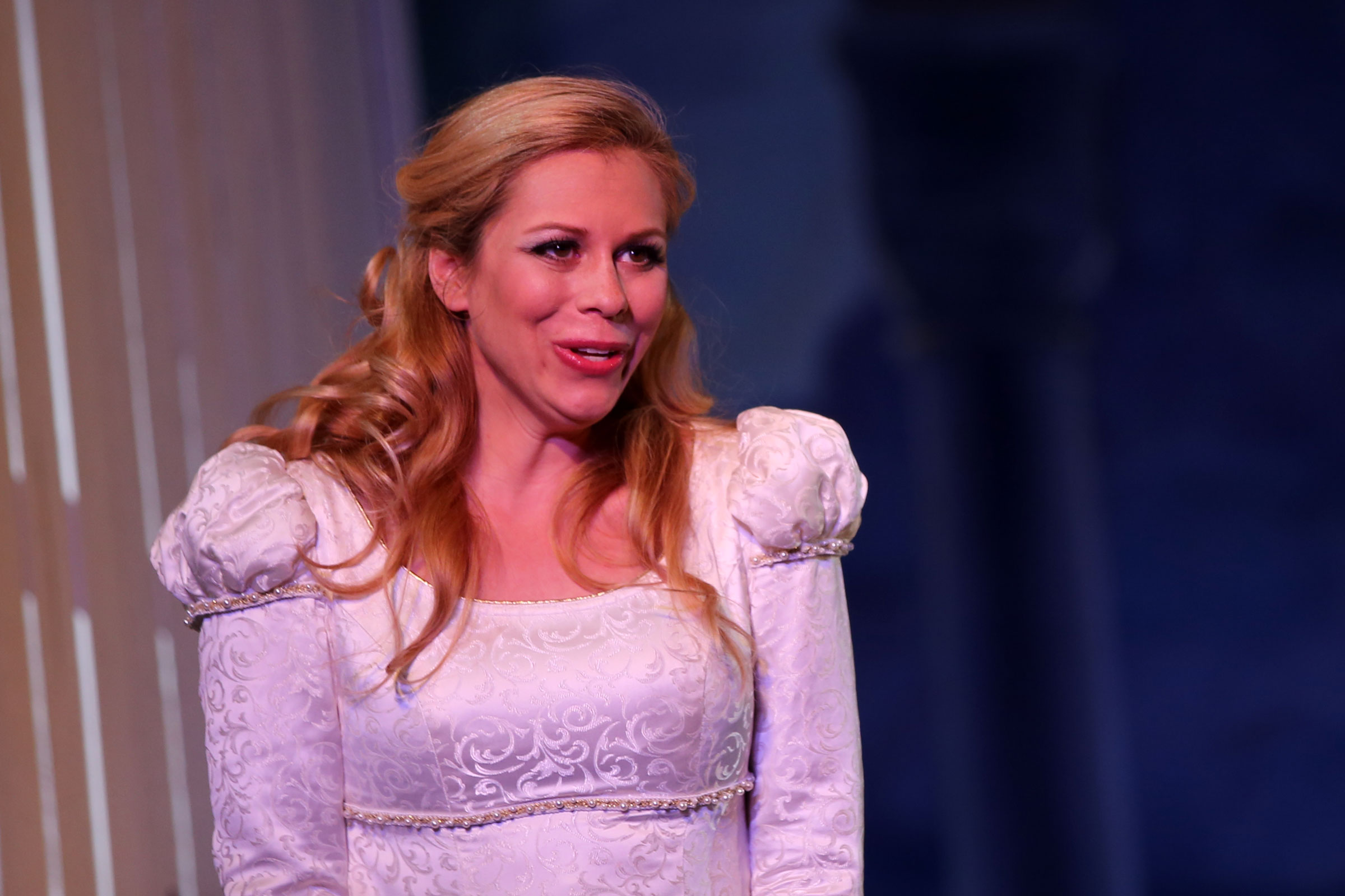
Daniela Fally (2015)

Daniela Fally (geboren am 1. Februar 1980 in Pottenstein) ist eine österreichische Opernsängerin (Koloratursopran).

## Leben
Fally beendete im Juni 2005 ihr Gesangsstudium mit Auszeichnung an der Wiener Universität für Musik und darstellende Kunst, wo sie Operngesang bei Helena Łazarska, Lied und Oratorium bei Edith Mathis studiert hatte, nachdem sie zuvor ein Theaterwissenschaftsstudium, eine Musicalausbildung und eine private Schauspielausbildung mit abschließenden Bühnereifeprüfungen (ebenso mit Auszeichnung) absolviert hatte. Schon ab ihrem 19. Lebensjahr stand sie immer wieder auf der Bühne, anfangs als Schauspielerin, später in Musicals und schließlich als Opernsängerin. Sie gewann auch einige Preise.
Ihre Anfänge hatte Fally an der Seite von Felix Dvorak am Stadttheater Berndorf: „Dort war ich das Mädchen für alles. Von der Beleuchtung bis zum Sponsoring habe ich alles gemacht! Und ein weiterer wichtiger Schritt war mein Engagement am Stadttheater Baden, wo ich meine ersten Sprechrollen hatte.“ Es schloss sich eine Tätigkeit am Stadttheater Mödling an, welches damals ebenfalls von Dvorak geleitet wurde.
Ihr Operndebüt erfolgte als Zerlina in Mozarts Don Giovanni in der Schweiz. Im Sommer 2005 verkörperte sie die Bronislawa in Carl Millöckers Bettelstudent beim Lehár Festival Bad Ischl, ab Herbst 2005 war sie vier Jahre lang Ensemblemitglied der Volksoper Wien und konnte sich dort ein umfangreiches Repertoire quer durch alle Genres erarbeiten.

### Debüt an der Wiener Staatsoper
Nachdem Franz Welser-Möst sie in Bad Ischl erlebt hatte, debütierte Fally am 9. Dezember 2006 als Fiakermilli in Richard Strauss’ Arabella an der Wiener Staatsoper mit außerordentlichem Erfolg in der Presse und beim Publikum: „So ist Debütantin Daniela Fally die Heldin des Abends [...]: Die quicke Fiakermilli absolviert blitzsaubere Koloraturen – einige mehr sogar als einst die Gruberova – sowie akrobatische Kunststücke, die zum halbseidenen Ambiente passen, […]“. Damit spricht der Kritiker der Presse die exorbitante Beweglichkeit der Sängerin an, die sogar während der Hauptarie einen Spagat schaffte. Selbst der sonst so kühle Opernberichterstatter des Standards griff zu lobenden Worten wie „glänzend“ und „tadellos“. Nachdem auch die internationale Presse – allen voran der Herald Tribune – sich in Hymnen regelrecht überschlugen, zeichnete sich eine internationale Karriere bereits ab.

### Internationale Karriere
Zuerst debütierte die Künstlerin 2007 als Zerbinetta am Stadttheater Klagenfurt. Der Kritiker der Presse lobte „überschäumendes Operetten-Temperament und die Koloraturgewandtheit einer Operndiva von Weltklasse“, jener des Standards verließ vollends seine übliche Nüchternheit und berichtete von „einer sehr anständigen musikalischen Umsetzung, bei der natürlich Daniela Fally (als Zerbinetta) den meisten Applaus abräumt. Und dies zu Recht. Sie meistert die koloraturgespickte Partie mit Bravour; sie schafft es aber auch, die Figur glaubhaft zu zeichnen – zwischen Sympathie für den Komponisten und der körperbetonten Auseinandersetzung mit ihren männlichen Fans, die sich dann auf dem Klavier fast in Richtung flotter Fünfer entwickelt. Eine Stimme für prominente Häuser!“ Im Jänner 2008 erschien dann sogar in der amerikanischen Zeitschrift Opera News eine Lobeshymne par excellence: „Daniela Fallys allererste Zerbinetta hat das Zeug, Natalie Dessay und Diana Damrau in Deckung gehen zu lassen. Sie fühlt sich in der vokalen Stratosphäre durchaus wohl, ihre Stimme ist sowohl groß als auch entzückend, sie verfügt über eine bestechende Technik (welche Triller!), eine scheinbar unendliche Höhe — sie ist winzig klein, frei von Hemmungen, hat die Grazie einer Ballerina und die Beweglichkeit eines Schlangenmenschen.“
Es dauerte noch knapp drei Jahre, aber seit der Spielzeit 2009/10 gehört die Sängerin dem Ensemble der Wiener Staatsoper an, wo sie in bislang unter anderem als Zerbinetta, Sophie im Rosenkavalier, Oscar in Un ballo in maschera, Rosina im Barbiere di Siviglia sowie als italienische Sängerin in Capriccio, als Sophie im Werther und als Adele in der Fledermaus zu sehen und zu hören war. An der Seite von Juan Diego Flórez sang sie die Titelpartie in Donizettis La fille du régiment (Die Regimentstochter), mit Piotr Beczała in Offenbachs Les Contes d'Hoffmann (Olympia).
2009 übernahm sie die Titelpartie der Regimentstochter auch an der Oper Klosterneuburg. 2011 wurde die Sängerin an die Opéra national du Rhin in Straßburg als Blonde in Mozarts Die Entführung aus dem Serail verpflichtet und gastierte als Zerbinetta bei den Münchner Opernfestspielen an der Bayerischen Staatsoper sowie an der Oper Köln. 2012 sang sie an der Hamburgischen Staatsoper sowohl die Regimentstochter als auch die Zerbinetta. In Straßburg war sie die Sophie und bei den Seefestspielen Mörbisch die Adele. Im November dieses Jahres wurde sie als Sophie an die Semperoper in Dresden verpflichtet. In München, Zürich und Düsseldorf sang sie auch die Adele, in Hamburg auch die Fiakermilli, in Liège die Zerbinetta.
Bei den Salzburger Festspielen eröffnete sie 2012 den ersten Festspielball. Im Dezember 2013 debütierte sie als Adele an der Lyric Opera of Chicago, im April 2014 als Fiakermilli bei den Salzburger Osterfestspielen unter der Leitung von Christian Thielemann. Diese Rolle übernahm sie im November 2014 auch an der Semperoper. Im Sommer 2014 debütierte sie als Königin der Nacht in Mozarts Zauberflöte auf der Seebühne der Bregenzer Festspiele. 2015 debütierte Fally bei der Oper Klosterneuburg als Gilda in Rigoletto und singt in Paris die Zerbinetta und in Tokio die Sophie. Zu ihrem Repertoire zählen weiters die Norina in Don Pasquale, die Gretel in Humperdincks Hänsel und Gretel und die Titania in Brittens A Midsummer Night’s Dream.
Ihre Beliebtheit beim Publikum spiegeln auch zahlreiche Auftritte im Fernsehen wider, unter anderem in der Kultsendung Wir sind Kaiser, in der sie als Gründe für ihr Engagement an der Wiener Staatsoper – neben dem dreigestrichenen E in Bad Ischl – durchaus selbstironisch auch angab: ein „relativ tief ausg'schnittenes Décolleté, und ich hab' an Spagat schon damals in Bad Ischl g'macht“.

### Im Konzertsaal
Konzerte und Liederabende brachten Fally zum Lucerne Festival, in den Wiener Musikverein und den Musikverein für Steiermark in Graz, an die Deutsche Oper Berlin, die Alte Oper Frankfurt, die Salzburgarena, den Großen Kongresssaal Innsbruck, die Hamburger Laeiszhalle, das Münchener Prinzregententheater, das Theater Bonn, das Grafenegg Festival sowie in die Schweiz, nach Japan, China und Dubai. Oliver Ostermann komponierte für die Fally den Liederzyklus Von Vögeln und Insekten, den sie im Wiener Musikverein zur Uraufführung brachte. Gemeinsam mit Stephanie Houtzeel präsentierte sie in einem Nachmittagskonzert der Wiener Staatsoper Lieder von Albin Fries. Das Programm einer Muttertagsmatinee 2012 in Waidhofen an der Ybbs mit dem Schauspieler Peter Matić und dem Pianisten Stephan Matthias Lademann zeigt exemplarisch, wie souverän die Künstlerin ernsthaftes Engagement für klassische Musik mit komödiantischen Elementen zu verbinden versteht.
Daniela Fally arbeitete mit namhaften Dirigenten und Dirigentinnen wie Ádám Fischer, Asher Fisch, Fabio Luisi, Leopold Hager, Julia Jones, Philippe Jordan, Simone Young, Ulf Schirmer, Peter Schneider, Nikolaus Harnoncourt, Bertrand de Billy und Christoph Eschenbach.
2008 war Fally an der 15. Festlichen Operngala der Deutschen AIDS-Stiftung beteiligt, 2012 an der AIDS-Gala der Oper Bonn. 2012 und 2014 trat Fally in Benefizkonzerten für das Wiener Hilfswerk auf.

### Sonstiges
Mit 1. Oktober 2021 trat sie ihre Professur für Gesang am Institut für Gesang und Musiktheater an der Universität für Musik und darstellende Kunst Wien an. Fally ist künstlerische Leiterin des Musikfestivals Klassik.Klang.Berndorf.

## Auszeichnungen
- 2004 Klassik-Mania, Erster Platz
- 2005 Universität für Musik und darstellende Kunst Wien, Würdigungspreis
- 2006 Eberhard-Waechter-Medaille
- 2021 Verleihung des Berufstitels Österreichische Kammersängerin